# Poritrin Planitia
La Poritrin Planitia è una struttura geologica della superficie di Titano.